# Gerhard Senft
Gerhard Senft (* 26. Juli 1956 in Wien) ist ein österreichischer Ökonom und Professor an der Wirtschaftsuniversität Wien.

## Leben und Wirken
Senft durchlief von 1971 bis 1976 eine Ausbildung zum Ingenieur auf dem Gebiet des Maschinenbaus. Es folgten bis 1982 berufliche Tätigkeiten im Industrieanlagenbau unter anderem für die Mannesmann AG und die Steyr-Daimler-Puch AG. Anschließend absolvierte er von 1982 bis 1989 ein Studium der Volkswirtschaftslehre an der Wiener Wirtschaftsuniversität. Seine Diplomarbeit und seine Dissertation wurden von der Kammer für Arbeiter und Angestellte mit Preisen ausgezeichnet. Die Promotion zum Doktor „rerum socialium oeconomicarumque“ erfolgte 1989. 
Seit 1988 war er Assistent an der Wirtschaftsuniversität Wien, zunächst am Institut für Volkswirtschaftstheorie und -politik, seit 1989 am Institut für Wirtschafts- und Sozialgeschichte im Mai 1989. Dort schloss er 2001 seine Habilitation im Fachbereich Wirtschafts- und Sozialgeschichte ab. Im Anschluss wurde er zum Professor berufen. Seine Schwerpunkte in der Forschung betreffen die Dogmengeschichte der Nationalökonomie, die Geschichte der sozialen Bewegungen, die Rolle von Zeit, Arbeit und Geld im Modernisierungsprozess, die Technologieentwicklung und Sozialisation, die Wirtschaftspolitik in historischer Dimension sowie die Faschismusforschung.
Von 1999 bis 2010 führte Gerhard Senft mit Werner Clement das Forschungsprojekt „Wachstum und Beschäftigung in Europa: Nachhaltigkeit und Wettbewerbsfähigkeit“ am Institut für Volkswirtschaftspolitik und Industrieökonomik durch. 
Im Juni 2001 wurde Senft der Theodor-Körner-Preis für den Fachbereich Wirtschaftswissenschaften verliehen. Neben seiner Universitätstätigkeit ist Senft als Gutachter für die Österreichische Akademie der Wissenschaften, die Akademie der Wissenschaften der Tschechischen Republik, die Österreichische Nationalbank und das  Thüringische Landesamt für Denkmalpflege und Archäologie in Erfurt tätig.
Gerhard Senft ist aktives Mitglied der Pierre-Ramus-Gesellschaft und gibt in deren Namen die gesammelten Werke von Pierre Ramus in acht Bänden heraus (der erste erschien 2017).

## Veröffentlichungen (Auswahl)
- Der Schatten des Einzigen. Die Geschichte des Stirner’schen Individual-Anarchismus. Verlag Monte Verita (Wien 1988) 147 S.
- Weder Kapitalismus noch Kommunismus. Silvio Gesell und das libertäre Modell der Freiwirtschaft. Archiv für Sozial- und Kulturgeschichte, Band 3 Libertad Verlag Berlin (Berlin 1990) 272 S.
- Gesichter der Esoterik. Ein Streifzug durch das Reich des Irrationalismus. Mit einer Auswahl esoterischer Originaltexte und mit einer Bibliographie zum Thema: New Age in Wirtschaft und Management. Edition Stonehenge, Band 2. Verlag Monte Verita (Wien 1991, 2. Auflage 2004) 104 S.
- Aufbruch in das gelobte Land. Die Ursprünge der Kibbutz-Wirtschaft. Edition Wilde Mischung, Band 15 Verlag Monte Verita (Wien 1997) 66 S.
- Im Vorfeld der Katastrophe. Die Wirtschaftspolitik des Ständestaates. Österreich 1934–1938. Vergleichende Gesellschaftsgeschichte und politische Ideengeschichte der Neuzeit, Band 15. Braumüller Universitätsverlag (Wien 2002) 550 S.
- Essenz der Anarchie. Die Parlamentarismuskritik des libertären Sozialismus. Promedia Verlag, Wien 2006.
- Breslau – Theresienstadt – Shavei Zion. Gezeiten eines Jahrhundertlebens. Werner Neufliess (1908–2004). Edition Wilde Mischung, Band 29 Verlag Monte Verita (Wien 2007) 80 S.
- Oyte kapitalismos, oyte kommounismos. O Silbio Gezel kai to eleutheriako montelo tes eleytheres oikonomias. Ekdoseis Trope (Athen 2008) 357 S.
- Friedenskrieger des Hinterlandes. Der Erste Weltkrieg und der zeitgenössische Antimilitarismus. Löcker Verlag, Wien 2014.